# Nakambe

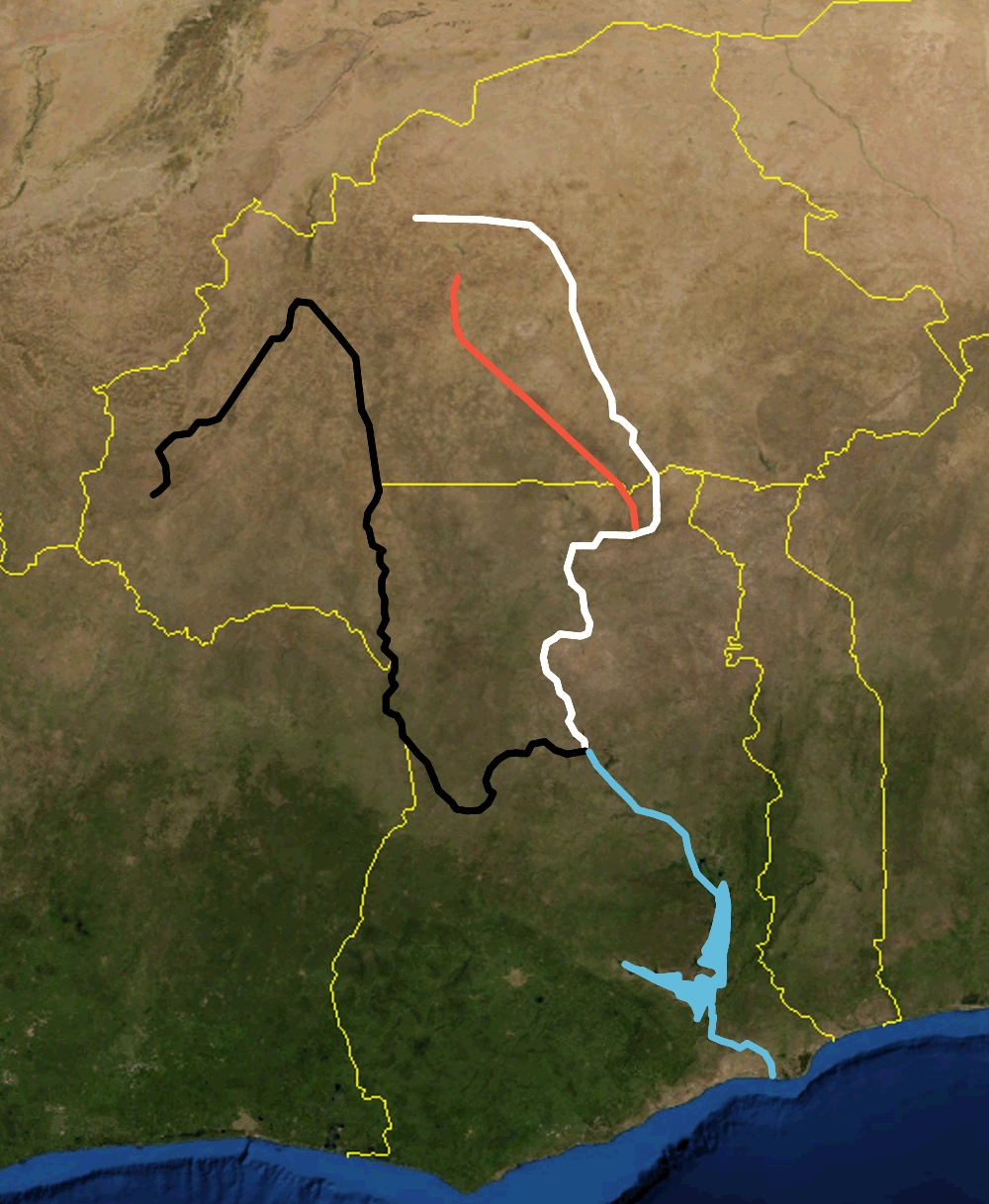
Nakambe i vitt.

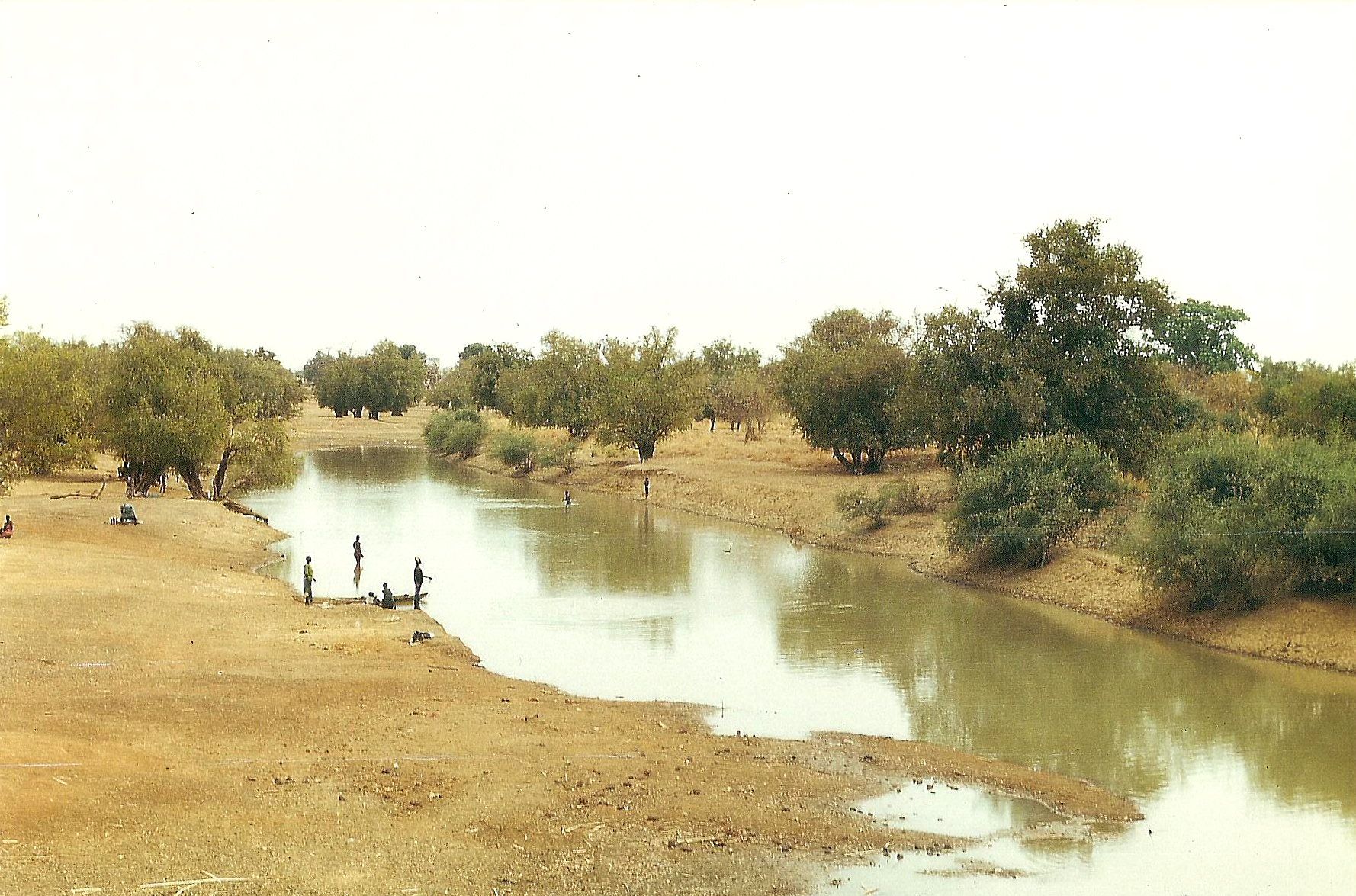
Nakambe i Burkina Faso.

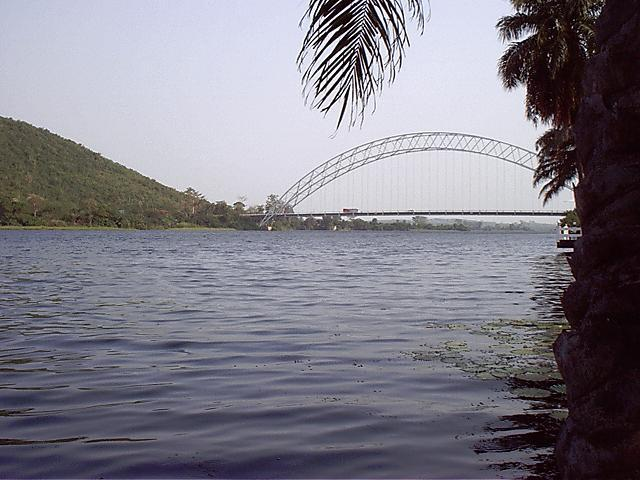
Bro över Nakambe.

Nakambe (under kolonisationen oftare Vita Volta) är en västafrikansk flod som flyter genom Burkina Faso och Ghana, där den rinner ut i Voltasjön och senare Guineabukten i Atlanten. Det är den längsta av de tre Voltafloderna. Nakambe är omkring 1 500 kilometer lång, och tar sin början nära Ouagadougou.